# Heisteria cyathiformis
Heisteria cyathiformis Little è una pianta appartenente alla famiglia delle Olacaceae endemica dell'Ecuador.

## Conservazione
La Lista rossa IUCN classifica Heisteria cyathiformis come specie in pericolo di estinzione (Endangered).